# Munroe Smith
Edmund Munroe Smith (* 8. Dezember 1854 in Brooklyn; † 13. April 1926) war ein US-amerikanischer Jurist und Historiker, der als Professor an der Columbia University lehrte. Er amtierte 1916–1918 als Präsident der American Political Science Association (APSA).
Smith machte 1874 den ersten Bachelor-Abschluss (A.B.) am Amherst College und 1877 an der Columbia Law School den Abschluss als  Bachelor of Laws (LL.B.). Dann kehrte er an das Amherst College zurück und machte dort 1879 das Master-Examen. Ein Jahr darauf wurde er an der deutschen Universität Göttingen zum Doktor der Rechte promoviert.
Ab 1880 war Smith an der Columbia University tätig. Erst als Dozent für Römisches Recht und für Geschichte. 1883 wurde er adjunct professor für Geschichte, 1891 full professor für Römisches Recht und Vergleichende Rechtswissenschaft. Sein Bruder, der Geologe Henry Smith Munroe war ebenfalls Professor an der Columba University.

## Schriften (Auswahl)
- The development of European law. Hyperion Press, Westport 1928.
- A general view of European legal history and other papers. New York 1927.
- Militarism and statecraft. G. P. Putnam’s sons, New York/London 1918.
- Bismarck and German unity. A historical outline. The Macmillan company, New York 1898.